# Federico Santander

Federico Javier Santander Mereles (San Lorenzo, 4 de junho de 1991), ou simplesmente Federico Santander, é um futebolista paraguaio que atua como atacante. Atualmente defende o Sportivo Luqueño.